# Historiae animalium

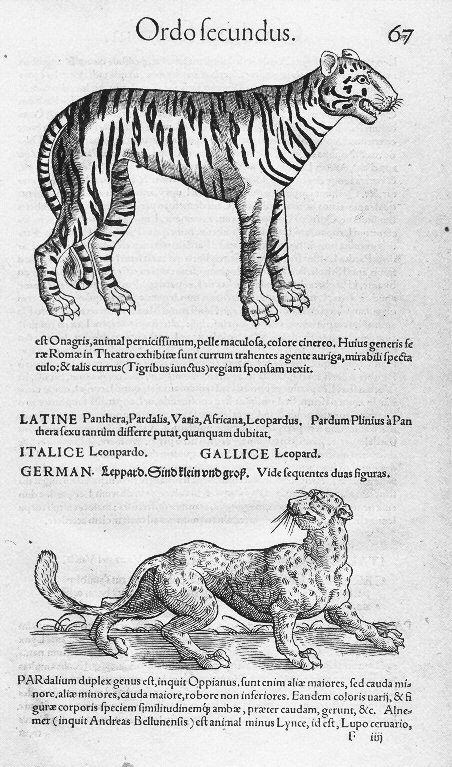
Тигр и леопард из книги Historiae animalium, 1551, Книга 1 — Живородящие четвероногие

«Historiae animalium» (с лат. «История животных») — книга Конрада Гесснера (1516—1565), опубликованная в Цюрихе в 1551—1558 и 1587 годах, представляющая собой энциклопедическую «инвентаризацию зоологии». Гесснер был врачом и профессором учебного заведения Каролинум, предшественника Цюрихского университета. В Historiae animalium сделана попытка описать всех известных на то время животных. Пять томов естественной истории животных включают в себя более 4500 страниц.

## Контекст
Годы публикации издания книги «Historiae animalium» совпали с движением Реформации в Европе, а поскольку Гесснер был протестантом, его произведение было внесено католической церковью в список запрещённых книг.

## Описание

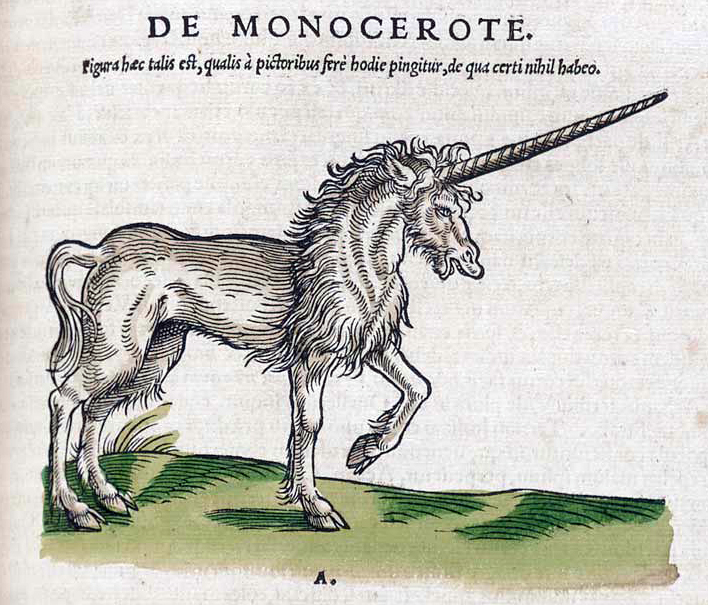
Единорог в Historiae animalium

«Historia animalium» — широко известное произведение по естественной истории. В ней Гесснер попытался связать древние знания о животном мире (название работы совпадает с работой Аристотеля о животных) с современными ему знаниями о животных и дать исчерпывающее описание естественной истории животных.
«Historiae animalium» связана как с Ветхим Заветом, так и с классическими источниками. В неё включены материалы из античных и средневековых текстов, описания Аристотеля, Плиния Старшего. Гесснер даже получил известность как «Швейцарский Плиний». Информацию о мифических животных он в значительной мере черпал из книги Physiologus (Физиолог).

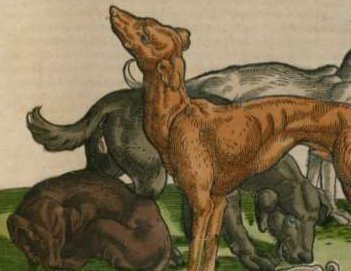
Охотничьи собаки из Historiae animalium, 1551, Книга 1 — Живородящие четвероногие

Несмотря на то, что Гесснер в своей работе стремился отделить факты от мифов, его энциклопедия включала мифических существ и фантастических зверей, открытых и неизвестных ранее животных из Ост-Индии, Северной Европы и Нового Света. В ней также была представлена обширная информация о млекопитающих, птицах, рыбах, пресмыкающихся. Гесснер подробно описал повадки животных, использование их в медицине и питании.
В «Historiae animalium» показано описание животных в истории, литературе и искусстве. Каждая глава книги даёт подробное описание животных соответственно их классификации.

## Содержание
- Том 1 — живородящие четвероногие животные (1551).
- Том 2 — яйцекладущие животные (пресмыкающиеся и земноводные) (1554).
- Том 3 — птицы (1555).
- Том 4 — рыбы и водные животные (1558).
- Том 5 — змеи и скорпионы, опубликована в 1587 году после смерти Гесснера.

## Иллюстрации

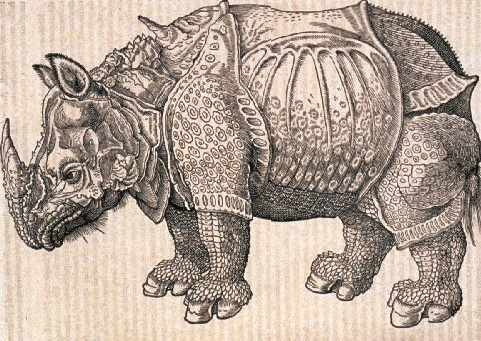
Гесснер, копия картины Дюрера Носорог в Historiae animalium, 1551

Посредством цветной ксилографии в книге представлены иллюстрации животных в их естественной среде. В «Historiae animalium» впервые описаны ископаемые остатки животных.
Основным иллюстратором работы был художник из Страсбурга Лукас Шан. Гесснер также сам занимался иллюстрированием и копировал иллюстрации из других источников (включая известную гравюру Дюрера «Носорог»).